# Solent-Gruppe
Die Solent-Gruppe ist eine sedimentäre Gruppe des südenglischen Hampshire-Beckens. Sie wurde im Oberen Eozän und im Unteren Oligozän abgelagert.

## Bezeichnung
Die Solent-Gruppe wurde nach dem Solent (engl. The Solent) benannt, einem Meeresarm des Ärmelkanals, der den Norden der Isle of Wight vom Festland (Hampshire) trennt.

## Vorkommen

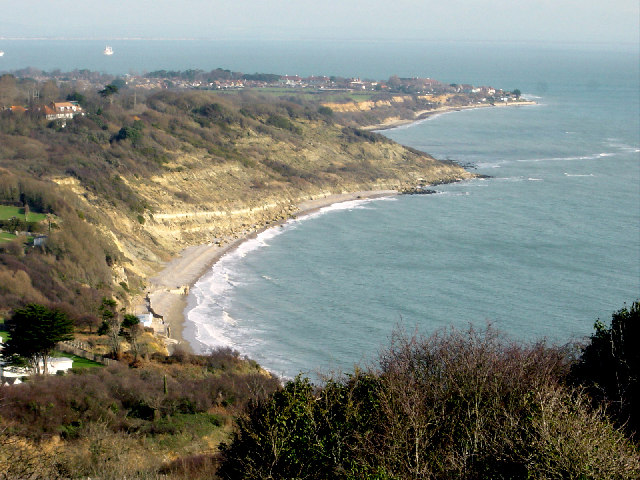
Whitecliff Bay mit der Headon-Hill-Formation im Zentrum der Bucht, der Bembridge-Limestone-Formation, erkennbar als leicht einfallendes helles Doppelband in unmittelbarer Strandnähe und darüber die Bouldnor-Formation

Das Hauptverbreitungsgebiet der Solent-Gruppe ist der Nordteil der Isle of Wight. Auch auf dem gegenüberliegenden Festland ist die Gruppe anstehend, ihr unterer Abschnitt findet sich an der Südküste Hampshires von Milford on Sea bis Lepe sowie im Landesinneren im New Forest bis Lyndhurst.

## Stratigraphie
Die Solent-Gruppe ist die oberste sedimentäre Gruppe im Hampshire-Becken. Nach ihrer Ablagerung zog sich das Meer endgültig aus dem Hampshire-Becken zurück. Die Solent-Gruppe überlagert konkordant die Sedimente der Barton-Gruppe (Becton-Sand-Formation).
Die Solent-Gruppe gliedert sich in drei Formationen (vom Hangenden zum Liegenden):
- Bouldnor-Formation
- Bembridge-Limestone-Formation
- Headon-Hill-Formation

Die Gruppe kann im Zentralteil des ehemaligen Ablagerungsraumes eine Maximalmächtigkeit von 215 Metern erreichen (beispielsweise im Westen der Isle of Wight an der Whitecliff Bay), Randlagen sind meist jedoch nicht viel mehr als 60 Meter mächtig.
Die abgesetzten Sedimente entstammen vorwiegend dem Brack- und Süßwasserbereich, nur das Colwell-Bay-Member der unteren Headon-Hill-Formation zeigt in seinem unteren Abschnitt eine längere marine Inkursion an, belegt durch stenohaline Fossilien. Kurzzeitige marine Verhältnisse sind mehrmals in der Bouldnor-Formation verwirklicht, beispielsweise im Bembridge-Oyster-Bed, im Nematura-Bed und mehrmals im Cranmore-Member.
Lithologisch herrschen Tone und Silte vor, unterbrochen von Sandeinschaltungen und gelegentlichen Mergellagen. Auch einige Kalkbänder treten auf, insbesondere in der Bembridge-Limestone-Formation, einem Süßwasserkalk.
Das Ablagerungsmilieu besteht aus hinter Sandbarren gelegenen Lagunen, in die Flussläufe mündeten. Unmittelbar dahinter schließen sich in einer Küstenebene liegende Seen an.

## Fossilinhalt
Neben vielen Bivalvien, Gastropoden, Ostrakoden und verschiedenen Mikrofossilien enthält die Solent-Gruppe mehrere Horizonte mit reichhaltigem Pflanzenmaterial, darunter bis zu 5 Meter lange Baumstämme und Baumstümpfe in Lebensstellung. Auch Fische und Reptilien sind zugegen. Die vorgefundene Säugetierfauna ist sehr diversifiziert und dokumentiert die Auswirkungen der Grande Coupure zu Beginn des Oligozäns.

## Alter
Das biostratigraphisch ermittelte Alter der Solent-Gruppe bewegt sich zwischen dem Unteren Priabonium und dem Unteren Rupelium, d. h. im Zeitraum 36 bis 32 Millionen Jahre BP. Ihre Sedimente dokumentieren somit einen Zeitraum von rund 4 Millionen Jahren. Zu bedenken ist hierbei jedoch, dass die Sedimentation nicht kontinuierlich erfolgte, da die Gruppe von zahlreichen Schichtlücken durchsetzt wird.